# Jaume Fonolleda i Aspert
Jaume Fonolleda i Aspert (Mollet del Vallès, 13 de desembre de 1927 - 22 de maig de 1984) fou un enginyer agrònom i polític català.

## Trajectòria
Doctorat en enginyeria agrònoma, fou vicepresident del patronat de l'Escola Universitària d'Enginyeria Tècnica Agrícola de la Universitat de Barcelona.
Treballà per a l'IRYDA a Ourense, Olot, Girona i Barcelona, i col·laborà a la revista Resumen de Agricultura de Sant Sadurní d'Anoia. El 1975 milità a Esquerra Democràtica de Catalunya, de la que el 1977 fou membre de la comissió executiva. El 1978 el partit s'integrà a Convergència Democràtica de Catalunya. Va ser membre de la Comissió de Traspassos Generalitat-Diputació de Barcelona. Fou elegit diputat per la circumscripció de Barcelona a les eleccions al Parlament de Catalunya de 1980. Fou nomenat secretari general del Departament d'Agricultura en el primer govern de la Generalitat de Catalunya.